# Hozomeen Mountain

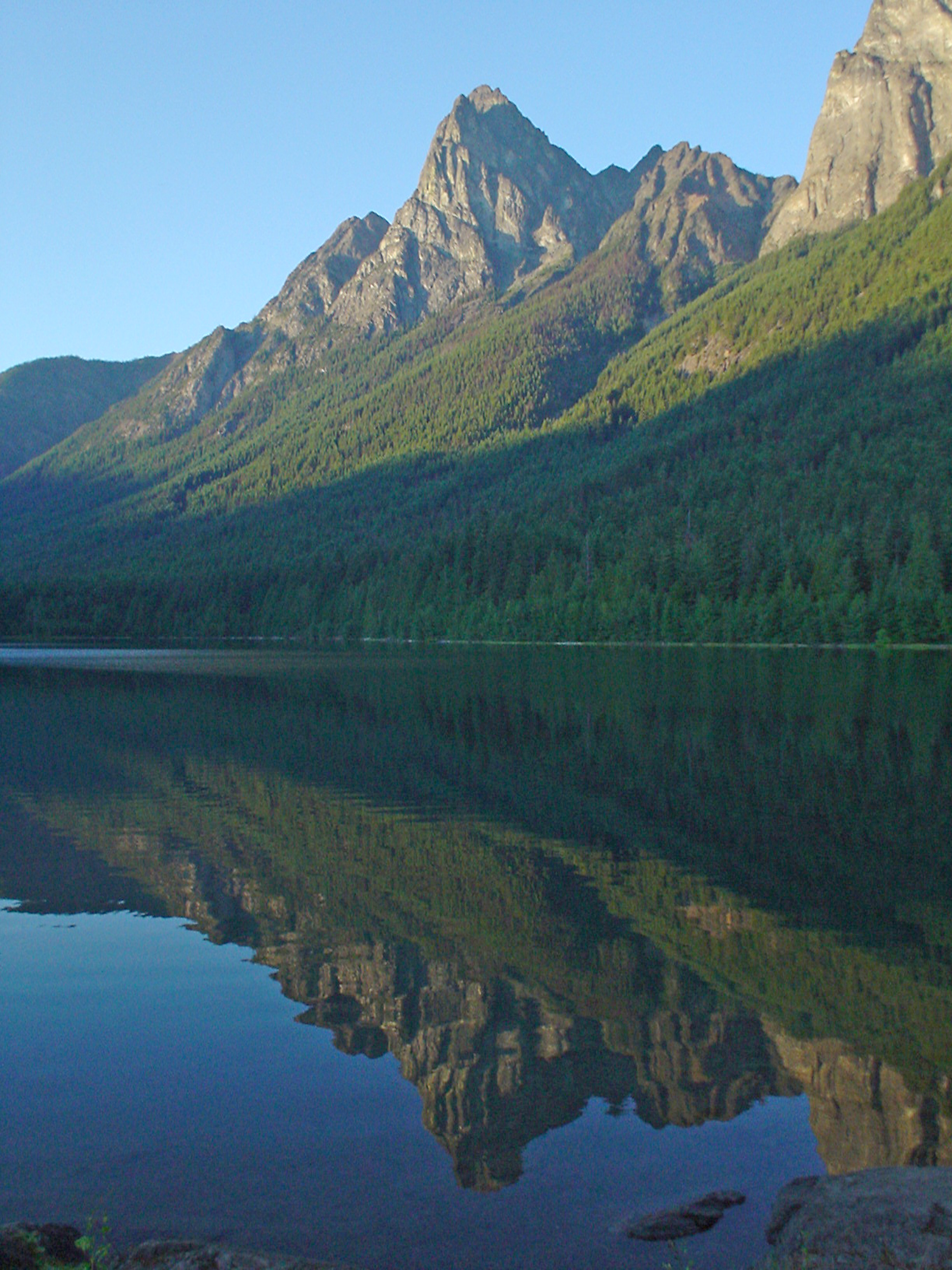
View from Hozomeen Lake

Der Hozomeen Mountain ist ein Berg mit einem Doppelgipfel an der Ostseite des Ross Lake in den North Cascades des US-Bundesstaates Washington. Trotz seiner moderaten absoluten Höhe ist er wegen der steil abfallenden Wände an beiden Gipfeln höchst bemerkenswert.

## Geschichte
Der Name „Hozomeen“ ist aus dem Salish abgeleitet, einer geographisch weit verbreiteten Sprachgruppe indigener Völker im heutigen British Columbia und im nördlichen Washington. Der Name tauchte erstmals auf einer skizzenhaften Karte auf, die für die ersten Vermesser der heutigen Grenze zwischen Kanada und den Vereinigten Staaten am 49. Breitengrad ca. 1857–1860 angefertigt wurde, und die den Berg mit diesem Namen bezeichnet. Die Karte wurde von Thiusoloc angefertigt, einem der Salish-Führer des Vermessers und Topographen Henry Custer; wie andere auf der Karte vermerkte Orts- und Flurnamen ist er in Salish ausgezeichnet. Nach Annie York, einer Muttersprachlerin des Salish, bedeutet „Hozomeen“ „scharf“ oder „wie ein scharfes Messer“. Es verbindet den Namen des Berges mit der ca. 9.000jährigen Tradition der Eingeborenen des Gebrauchs des Hozomeen-Feuersteins, aus dem eine Reihe von Gebrauchsgegenständen und Jagdgeräten hergestellt wurde.

### Hozomeen North Peak
Der Hauptgipfel wurde erstmals am 6. September 1904 von Sledge Tatum und George E. Loudon Jr. von der Boundary Survey (Grenzvermessung) von Nordosten aus erstiegen.:206–215 Darüber hinaus gibt es weitere Aufstiegsrouten über die South Ridge (Südgrat) und den Southwest Buttress (Südwest-Pfeiler). Der North Peak des Hozomeen Mountain ist Washingtons viertsteilster Gipfel mit einem mittleren Winkel von 38,86°.

### Hozomeen South Peak
Der South Peak, 8.003 ft (2.439 m) hoch, liegt etwa 1 mi (1,6 km) südöstlich des höheren North Peak. Er wurde erstmals am 30. Mai 1947 von Fred Beckey, Melvin Marcus, Jerry O’Neil, Ken Prestrud, Herb Staley und Charles Welshüber die Südwest-Route bestiegen. Seine Nordflanke steht „über 1.000 ft (ca. 300 m) fast komplett senkrecht“. Das macht ihn zum steilsten Gipfel in Washington mit einem mittleren Winkel von 42,62°.

### Hozomeen South-West Peak
Der Hozomeen South-West Peak (7.471 ft (2.277 m)) ist ein steiler Gipfel mit einer Schartenhöhe von nur 511 ft (156 m). Er wurde 1951 erstmals von John Dudra und Howard Rode bestiegen. Die einfachste Aufstiegsroute führt über eine Gipfelrippe und eine locker gefüllte Rinne (Schwierigkeitsstufe 3 (YDS)). Es gibt zwei weitere Routen. Die steilste Flanke dieses Gipfels liegt auf der Nordwestseite.

### In den Medien
Jack Kerouac hat den Hozomeen Mountain in den letzten Kapiteln seines 1958 erschienenen Romans The Dharma Bums erwähnt. Ein Reim darin lautet “Hozomeen, Hozomeen, the most mournful mountain I’ve ever seen” (dt. etwa „Hozomeen, Hozomeen, der traurigste Berg, der je zu seh’n“). außerdem spielt er in seinem 1965 erschienenen Roman Desolation Angels eine Rolle, als die Protagonisten auf einem Feuerwachtturm auf dem nahegelegenen Desolation Peak stationiert werden.

### Aufstiegsrouten

#### Hozomeen North
- Nord-Route (YDS: 3–4)
- Northeast Buttress (Nordost-Pfeiler, wie bei der Erstbesteigung 1904 durch Tatum und Loudon; YDS: 3–4)
- South Ridge (Südgrat; YDS: 3–4)
- Southwest Buttress (Südwest-Pfeiler, Erstbesteigung durch Dick Culbert und Alice Purdey im August 1968; Grad IV [YDS: 5.7 bis 5.10a], schwer zu sichern, sehr wenige erfolgreiche Aufstiege)
- West Face (Westflanke; Grad IV [YDS: 5.9], sehr kompliziert zu sichern, gilt als eine der schwersten Routen)

#### Hozomeen South
- Südwest-Route (Grad III+ [YDS: 5.6], Erstaufstieg durch Fred Beckey, Melvin Marcus, Jerry O’Neil, Ken Prestrud, Herb Staley und Charles Welsh)
- North Ridge (Nord-Grat; Grad IV+ [YDS: 5.5], Erstaufstieg durch Fred Douglas und Paul Starr am Labor Day Weekend 1974, also am 31.08./01.09.)
- Southeast Buttress (Südost-Pfeiler; Grad III [YDS: 5.6], Erstaufstieg durch Dave Adams, Don Goodman, Ken Johnson und John Petroske)

#### Hozomeen South-West
- Südwest-Route (YDS: 3; Erstaufstieg 1951 durch John Dudra und Howard Rode)
- South Ridge (Süd-Grat; YDS: 5.0, Erstaufstieg 1958 durch Dick Culbert, Gary Johncox und Bill Sharpe)
- West Buttress and Face (West-Pfeiler und -flanke; Grad III [YDS: 5.5], Erstaufstieg am 26. Juli 1969 durch Edmund Zenger, Juergen Oswald und Gernot Walter)[5]